# L'Énigme du sphinx (téléfilm)
Pour plus de détails, voir Fiche technique et Distribution.
L'Énigme du sphinx (titre original : Riddles of the Sphinx) est un téléfilm américano-canadien Fantastique réalisé par George Mendeluk et diffusé le 27 septembre 2008 sur Sci-Fi Channel.
Il a été diffusé à la télévision pour la première fois en France le 25 novembre 2010 sur Gulli.

## Synopsis
Un astronome et une cartographe mettent au jour un ancien tunnel cachant une créature mythique : Le Sphinx. Selon des prophéties anciennes, cette créature amènera la race humaine à sa destruction à moins que l'on résolve toute une série d'énigmes et que le monstre soit ramené dans sa prison…

## Fiche technique
- Titre : L'Énigme du sphinx
- Titre original : Riddles of the Sphinx
- Réalisateur : George Mendeluk
- Scénario : Brook Durham et Kevin Leeson
- Producteurs : Kim Arnott, Kevin Leslie, Jamie Goehring et Lindsay MacAdam
- Producteurs exécutifs : Tim Cox, Stanton W. Kamens, Kirk Shaw, Richard D. Titus et Tavin Marin Titus
- Producteur associé : Olivier De Caigny
- Musique : Michael Richard Plowman
- Photographie : Anthony C. Metchie
- Montage : Gordon Williams
- Distribution : Judy Lee et Laura Toplass
- Décors : Erin Sinclair
- Costumes : Beverley Wowchuck
- Effets spéciaux de maquillage : Amy Van Wormer
- Effets spéciaux visuels : Ian Cumming, Douglas Kerr, James McLeod, Richard Mintak, Jon Shaw et George Tsirogiannis
- Pays d'origine :  Canada -  États-Unis
- Compagnies de production : Insight Film Studios / Sphinx Productions / The Sci-Fi Channel / Plinyminor / Trijbits Productions
- Compagnie de distribution : Omni Releasing
- Format : Couleurs - 1.78:1 - Dolby Digital - 35 mm
- Genre : Fantastique
- Durée : 89 minutes
- Date de sortie :
- États-Unis : 27 septembre 2008 (Sci Fi Channel)
- France : 25 novembre 2010 (Gulli)

## Distribution
- Lochlyn Munro : Robert
- Dina Meyer : Jessica
- Mackenzie Gray : Ryder
- Donnelly Rhodes : Thomas
- Emily Tennant : Karen
- Dario Delacio : Le Sphinx
- Donovan Cerminara : Caporal Evans
- John J. Gulayets : Un étudiant
- Ian Thompson : Le chauffeur de bus